# Поспехов, Николай Алексеевич
Николай Алексеевич Поспехов (1891 — после 1921) — участник Белого движения, полковник Корниловской артиллерийской бригады.

## Биография
Из дворян. Уроженец Бакинской губернии. Среднее образование получил в Бакинском реальном училище, где окончил полный курс.
В 1911 году окончил Алексеевское военное училище, откуда выпущен был подпоручиком в 38-й пехотный Тобольский полк. 15 мая 1912 года переведен в 82-й пехотный Дагестанский полк. Произведен в поручики 4 декабря 1914 года «за выслугу лет».
С началом Первой мировой войны, 27 февраля 1915 года переведен в 52-ю артиллерийскую бригаду. За боевые отличия был награждён всеми орденами до ордена Св. Владимира 4-й степени включительно. Произведен в штабс-капитаны 13 июля 1916 года, в капитаны — 1 июня 1917 года. 7 сентября 1917 года назначен командующим 2-й батареей 52-й артиллерийской бригады, а 14 сентября — командующим 3-й батареей той же бригады. Приказом по 7-й армии награждён Георгиевским оружием.
С началом Гражданской войны вступил в Добровольческую армию. Участвовал в 1-м Кубанском походе в 3-й отдельной батарее. Затем был переведен во 2-й легкий артиллерийский дивизион, а 3 января 1919 года назначен командиром 4-й батареи того же дивизиона. Затем — во 2-й артиллерийской бригаде. 28 августа 1919 года произведен в полковники, а в ноябре того же года назначен командиром 4-й батареи вновь сформированной Корниловской артиллерийской бригады. В Русской армии — в той же бригаде до эвакуации Крыма. Галлиполиец, в феврале 1921 года — во 2-й батарее Корниловского артиллерийского дивизиона.
Дальнейшая судьба неизвестна.

## Награды
- Орден Святого Станислава 3-й ст. с мечами и бантом (ВП 19.02.1915)
- Орден Святой Анны 4-й ст. с надписью «за храбрость» (ВП 1.04.1915)
- Орден Святого Станислава 2-й ст. с мечами (ВП 3.07.1915)
- Орден Святой Анны 3-й ст. с мечами и бантом (ВП 19.08.1915)
- Орден Святого Владимира 4-й ст. с мечами и бантом (ВП 14.11.1916)
- Орден Святой Анны 2-й ст. с мечами (ВП 29.11.1916)
- Георгиевское оружие (Приказ по 7-й армии от 21 ноября 1917 года, № 1888)
- старшинство в чине поручика с 6 августа 1913 года (ВП 12.07.1916)